# Piazza Giacomo Matteotti (Sienne)

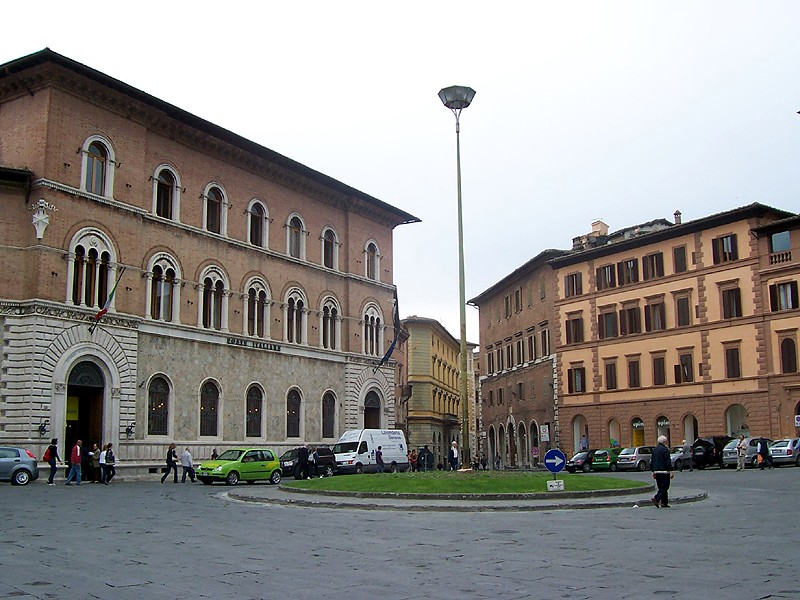
Le rond-point de la Place Matteotti face à la Poste et à la via Pianigiani.

La Piazza Giacomo Matteotti  est une place proche du centre historique de Sienne où les viale Malavolti,  via del Paradiso et via Pianigiani/via dei Termini se rejoignent.
Le bureau de la Poste  principale de Sienne s'y trouve occupant un des palais citadins.